# سايمون وغارفنكل
سايمون وغارفنكل هو ثنائي روك شعبي أمريكي تكون من المغني وكاتب الاغاني بول سايمون والمغني أرت غارفنكل. كان الفريق من أنجح الفرق الموسيقية مبيعا في الستينات وأصبح رمزا للثورة الاجتماعية المضادة في ذلك العقد، إلى جانب فنانين مثل البيتلز، بيتش بويز، بوب ديلان. وقد سجل الثنائي عددا من الأغاني الناجحة، مثل «ساوند أوف سايلنس» (1964)، و «مسز روبنسون» (1968)، و «ذا بوكسر» (1969)، و «بريدج أوفر ترابلد ووتر» (1970).
أدت علاقاتهما المضطربة في كثير من الأحيان إلى خلافات فنية، مما أدى إلى تفكك الفريق في عام 1970. وكان ألبومهم التسجيلي الأخير، بريدج أوفر ترابلد ووتر (صدر في يناير من ذلك العام) أنجح ألبوماتهم، وأصبح أحد أكثر الألبومات مبيعا في العالم. اجتمع الثنائي عدة مرات منذ انشقاقهم، وأشهرها كان في عام 1981 في «حفلة في سنترال بارك»، التي حضرها أكثر من 500,000 شخص، وهو سابع أكبر حفل موسيقي في التاريخ.
التقى الثنائي في المدرسة الابتدائية في كوينز في مدينة نيويورك، في عام 1953، حيث تعلموا الغناء المتناسق معا وبدؤوا بكتابة أغانيهم الخاصة. وبحلول عام 1957، بدأ الفريق بالغناء تحت اسم توم وجيري وهم في سن المراهقة، حيث حققوا نجاحا طفيفا بأغنية "Hey Schoolgirl"، حيث قلدوا فيها أسلوب فريقهم المفضل الإخوة إيفيرلي. بعد ذلك قرر الاثنان الانفصال، وسجل سايمون عدة أغاني لم تنجح. في عام 1963، لاحظ الثنائي اهتمام الجمهور المتزايد بالموسيقى الشعبية، وعادوا مع بعض ووقعوا مع كولومبيا ريكوردز باسم سايمون وغارفنكل. أصدر الفريق ألبوم Wednesday Morning, 3 A.M. ولم ينجح تجاريا، وانفصل الفريق مرة أخرى. عاد سايمون إلى مسيرته المنفردة، وهذه المرة في إنجلترا. وفي يونيو 1965، أعاد الفريق تسجيل أغنية «ساوند أوف سايلنس»، مضيفين الإيتار الكهربائي ومجموعة الطبول إلى التسجيل الذي سجل أصلا عام 1964. أصبحت النسخة اللاحقة ناجحة على الراديو في عام 1965، ووصلت إلى رقم واحد على بيلبورد هوت 100.
اجتمع شملهم من جديد وأصدروا ألبومهم الثاني «سانودز أوف سايلنس» وأقاموا الحفلات في الكليات في أنحاء البلاد. وفي إصدارهم الثالث، Parsley, Sage, Rosemary and Thyme (1966)، سيطر الثنائي أكثر على النواحي الإبداعية. وظهرت موسيقاهم في فيلم الخريج عام 1967، ما منحهم المزيد من الجمهور. تصدر ألبومهم التالي بوك إندز (1968)، قائمة بيلبورد 200 للألبومات، وشمل أغنية «مسز روبنسون» من الفيلم، والتي تصدرت قائمة بيلبورد.
تفكك الثنائي في عام 1970 بعد إصدار ألبوم «بريدج أوفر ترابلد ووتر»، وواصل كلاهما تسجيل الأغاني، أصدر سايمون عددا من الألبومات الناجحة، مثل غريسلاند عام 1986. واتجه غارفنكل للتمثيل لفترة وجيزة، ونال دور الريادة في فيلمين للمخرج مايك نيكولز، كاتش 22 وكارنال نوليدج، وفي فيلم توقيت سيء عام 1980 للمخرج نيكولاس رويغ، وكذلك أصدر بعد الأغاني المنفردة الناجحة مثل «أول آي نو».
حصل سايمون وغارفنكل على عشر جوائز جرامي وتم إدخالهم إلى الصالة الفخرية للروك آند رول في عام 1990، وتم ترشيح ألبوم «بريدج أوفر ترابلد ووتر» في جوائز بريت لعام 1977 لأفضل ألبوم عالمي. وتم وضعه في المرتبة 51 في قائمة رولينج ستون عن أفضل 500 ألبوم في كل العصور. ووصفهم الناقد ريتشي أونتربيرغر بأنهما «أنجح الثنائي روك شعبي في الستينات» أحد أكثر الفنانين شعبية في ذاك العقد بشكل عام.

## روابط خارجية
- سايمون وغارفنكل على موقع IMDb (الإنجليزية)
- سايمون وغارفنكل على موقع الموسوعة البريطانية (الإنجليزية)
- سايمون وغارفنكل على موقع ميوزك برينز (الإنجليزية)
- سايمون وغارفنكل على موقع رولينغ ستون (الإنجليزية)
- سايمون وغارفنكل على موقع قاعدة بيانات برودواي على الإنترنت (الإنجليزية)
- سايمون وغارفنكل على موقع أول ميوزيك (الإنجليزية)
- سايمون وغارفنكل على موقع ديسكوغز (الإنجليزية)